# Malcolmia taraxacifolia
Malcolmia taraxacifolia là một loài thực vật có hoa trong họ Cải. Loài này được Balb. mô tả khoa học đầu tiên năm 1814.